# Marimuthu Chandrabose
Marimuthu Chandrabose ( 1940 ) es un botánico hindú.

## Algunas publicaciones
- ambrose nathaniel Henry, marimuthu Chandrabose. 1980. An aid to the International Code of Botanical. Nomenclature. 98 pp. Today & Tomorrow's Printers & Publishers

### Libros
- marimuthu Chandrabose, n chandrasekharan Nair. 1988. Flora of Coimbatore. Ed. Bishan Singh Mahendra Pal Singh. 398 pp. ISBN 81-211-0020-8

- La abreviatura «Chandrab.» se emplea para indicar a Marimuthu Chandrabose como autoridad en la descripción y clasificación científica de los vegetales.[1]